# Potiraguá
Potiraguá là một đô thị thuộc bang Bahia, Brasil. Đô thị này có diện tích 989,471 km², dân số năm 2007 là 17635 người, mật độ 17,86 người/km².